# دان ناتز
دان ناتز (انگلیسی: Don Knotts; ۲۱ ژوئیهٔ ۱۹۲۴ – ۲۴ فوریهٔ ۲۰۰۶) یک هنرپیشه اهل ایالات متحده آمریکا بود. وی بین سال‌های ۱۹۵۳ تا ۲۰۰۶ میلادی فعالیت می‌کرد.

## گزیدهٔ فیلم‌شناسی
- جوجه کوچولو (۲۰۰۵)
- اندی گریفیت شو (۱۹۶۷–۱۹۶۰)
- دنیای دیوانه، دیوانه، دیوانه، دیوانه (۱۹۶۳)
- گربه‌ها نمی‌رقصند (۱۹۹۷)
- پلیزنتویل (۱۹۹۸)